# Єнс Фішер
Єнс Ерлінг Фішер (швед. Jens Erling Fischer; нар.. 24 серпня 1946, Стокгольм) — шведський кінооператор, молодший син Гуннара Фішера.

## Життєпис
Єнс Фішер закінчив Сорбонну за спеціальністю мистецтвознавство. У 1952 році зіграв у фільмі Інгмара Бергмана «Жінки чекають» сина головної героїні Карін (оператором цієї картини був його батько, Гуннар) Both Jens and his brother Peter went on to become cinematographers.. У кіно з 1968 року. Починав як асистент оператора на шведському телебаченні, також асистував батькові на зйомках фільмів «Зроблено в Швеції» (1968) і «Парад» (1974).
Як оператор-постановник почав знімати з кінця сімдесятих років. Першою великою роботою стала екранізація книги Астрід Ліндгрен «Ми всі з Бюллербю» Лассе Гальстрема (1986). З 1986 року працює в союзі з режисером Коліном Натліи. Разом вони зробили 14 фільмів. Володар семи нагород, серед яких Срібна камера (2000, «Під сонцем» (1998)).
Як режисер зняв короткометражний фільм «Tak» (1996), де продемонстрував вмілу роботу з режимними зйомками. Операторський стиль Фішера відрізняють пластичність форм, створення експресивних екранних образів, і ретельна робота зі світлом.
Єнс Фішер оружений на Пії Фішер, двоє дочок.

## Вибрана фільмографія
- 2004 — Перли цариці Савської / The Queen of Sheba's Pearls
- 2013 — Юлія / Julie (за п'єсою «Фрекен Юлія» Августа Стріндберга)